# دیوونه خونه مجازی
دیوونه خونه مجازی یازدهمین آلبوم استودیویی رضا یزدانی می‌باشد که در تاریخ 2 دی  1398 به بازار عرضه شده‌است.
آهنگسازی این آلبوم را رضا یزدانی و تنظیم آهنگ‌ها توسط میلاد عدل، بهروز بایگان، رامین عبدالهی، محمد خرمی‌نژاد، ماهان نوری زاده، آرش زمانیان، آرش آرامش منش و علی اکبر اکبریان انجام شده‌است. از میان ترانه‌های این مجموعه، ترانه‌های «قرمز»، «من باید زنگ بزنم» و «تنهام نزار رفیق» پیش از عرضهٔ آلبوم، به صورت تک‌آهنگ، منتشر شده بودند.

## فهرست ترانه‌ها
مدت آهنگ‌ها از بیپ تونز بدست آمده‌است.
| شماره      | نام                | سراینده            | آهنگساز          | مدت   |
| ---------- | ------------------ | ------------------ | ---------------- | ----- |
| ۱.         | «دیوونه خونه»      | مجید بابازاده      | رضا یزدانی       | ۴:۱۸  |
| ۲.         | «شعرهامو تو بگو»   | میثم یوسفی         | رضا یزدانی       | ۴:۰۳  |
| ۳.         | «تنفس چقدر سخته»   | حنیف معززی         | رضایزدانی        | ۴:۰۶  |
| ۴.         | «بی هوا»           | میثم یوسفی         | رضایزدانی        | ۵:۵۰  |
| ۵.         | «تهران بدون تو»    | محمد مهدی علی نژاد | فرامرز نصیری     | ۴:۵۳  |
| ۶.         | «کافه گرامافون»    | مجید بابازاده      | ماهان نوری زاده  | ۵:۲۶  |
| ۷.         | «کتونی»            | پوریا نره ای       | رضا یزدانی       | ۴:۱۵  |
| ۸.         | «عشق آدم کش»       | مهدی ایوبی         | آرش آرامش منش    | ۴:۴۸  |
| ۹.         | «دعا»              | علی اکبر اکبریان   | علی اکبر اکبریان | ۳:۱۴  |
| ۱۰.        | «قرمز»             | میثم یوسفی         | رضا یزدانی       | ۴:۳۹  |
| ۱۱.        | «من باید زنگ بزنم» | مهدی ایوبی         | رضا یزدانی       | ۵:۱۰  |
| ۱۲.        | «تنهام نزار رفیق»  | حسین سلیمانی       | رضا یزدانی       | ۴:۳۸  |
| مجموع مدت: | مجموع مدت:         | مجموع مدت:         | مجموع مدت:       | ۵۳:۰۲ |

## نوازندگان
- گیتار آکوستیک، گیتار الکتریک : میلاد عدل، سهیل زرین کلک،مازیار احمد پور
- درام : محمد خرمی نژاد
- گیتار بیس : آرش زمانیان
- کیبورد، پیانو: شهروز بردوده بهروز پایگان
- پرکاشن : مهرداد خرمی نژاد
- ساکسوفون : علی رضا مهدی زاده
- ترومپت : علی رضا میرآقا
- آکاردئون : سردار سرمست
- ملودیکا : آرش شریفی
- همخوان: علی رضا پرتوی کیا [۳]

## سایر نوازندگان
گیتار بیس: بابک ریاحی پور، نیما رنجبر
گیتار الکتریک: مهرداد عمادی

## رونمایی از آلبوم
روز جمعه ۶ دی ۹۸ در گالری باروک از آلبوم رونمایی شد و نسخه دیجی پک امضاء شده عرضه گردید.

## جستار های وابسته
1. ↑  http://www.rezayazdani.ir/fa/news/virtualmad/
2. ↑  «نسخه آرشیو شده». بایگانی‌شده از اصلی در ۲۹ ژانویه ۲۰۲۰. دریافت‌شده در ۲۳ دسامبر ۲۰۱۹.
3. ↑  http://https بایگانی‌شده  در ۱۱ ژوئیه ۲۰۱۳ توسط Wayback Machine://www.aparat.com/rezayazdanichannel/
4. ↑  https://www.instagram.com/p/B6upQDNH26O//